# 모치가세정
모치가세정(用瀬町)은 돗토리현 야즈군의 옛 정이다. 2004년 1월 1일에 돗토리시에 편입되었다.

## 지리
돗토리 현의 동부에 위치하며 마을 중심지를 지요 강이 흐르고 있다.

## 역사
- 1889년 10월 1일 - 정ㅊ노제 시행과 함께 지즈군 합병전의 정역인 모치가세촌이 성립하였다.
- 1896년 4월 1일 - 모치가세촌의 소속군이 야즈군으로 변경되었다.
- 1955년 3월 1일 - 2개의 촌이 합병해 새로운 모치가세정이 성립하였다.
- 1918년 2월 11일 - 모치가세촌이 정으로 승격해 모치가세정이 되었다.
- 2004년 11월 1일 - 돗토리시에 편입되었다. 동일 모치가세정은 폐지되었다.

## 교통

### 철도
- 서일본 여객철도
  - 인비 선

### 도로
- 국도 53호선
- 국도 482호선

### 고속도로
- 돗토리 자동차도